# Rakúsy
Rakúsy (bis 1927 slowakisch „Rokus“; deutsch Roks oder Rox, ungarisch Rókus – bis 1907 Rokusz) ist ein Ort und eine Gemeinde im Okres Kežmarok des Prešovský kraj, mit ca. 3300 Einwohnern.

## Geographie
Die Gemeinde liegt am Fuß der Belaer Tatra, einem Teilgebirge der Tatra, am östlichen Ende des Talkessels Podtatranská kotlina (Unter-Tatra-Kessel). Durch den Hauptort fließt der Bach Krivodol und nördlich davon sein Zufluss Čierna voda. Der erstgenannte mündet bei Spišská Belá in den Poprad. Rakúsy ist sechs Kilometer von Kežmarok entfernt.
Obwohl die Gemeinde offiziell nicht in Gemeindeteile gegliedert ist, befindet sich 2 km nordwestlich des Hauptortes eine Roma-Siedlung (slowakisch rómska osada).

## Geschichte
Der Ort wurde im 13. Jahrhundert gegründet und wird zum ersten Mal 1288 als Rokus erwähnt. Die ursprünglichen Einwohner waren deutsche Kolonisten, die in das ungarische Komitat Zips zuwanderten. Der Ort war bis zur Abschaffung der Leibeigenschaft im 19. Jahrhundert zwischen verschiedenen Junkern und der Stadt Käsmark geteilt. Die Bevölkerung beschäftigte sich mit Landwirtschaft. Im 19. Jahrhundert kam es zu einer Zuwanderung slowakischer Familien und Roks wurde zu einer deutsch-slowakischen Gemeinde.
Der bis 1918 im Königreich Ungarn gelegene Ort kam danach zur Tschechoslowakei. Am Ende des Zweiten Weltkrieges mussten die Deutschen die Gemeinde verlassen und der Ort wurde mit den Familien und Angehörigen der Roma, die das Militärgebiet Javorina räumen mussten, besiedelt. Heute machen die Roma Schätzungen zufolge etwa drei Viertel der Bevölkerung der Gemeinde aus.

## Bevölkerung
| Jahr                | 1994 | 2004     | 2014     | 2024     |
| ------------------- | ---- | -------- | -------- | -------- |
| Anzahl der Personen | 1477 | 2151     | 3038     | 3512     |
| Unterschied         |      | +45,63 % | +41,23 % | +15,60 % |

| Jahr                | 2023 | 2024    |
| ------------------- | ---- | ------- |
| Anzahl der Personen | 3415 | 3512    |
| Unterschied         |      | +2,84 % |

## Sehenswürdigkeiten
Im Ort gibt es eine römisch-katholische sowie eine evangelische Kirche und eine klassizistische Kurie aus dem 19. Jahrhundert.